# Kom (sångbok)
Kom är en kristen sångbok utgiven av Evangeliska Fosterlands-Stiftelsens (EFS:s) ungdomsorganisation De ungas förbund i början av 1900-talet. Den gavs ut i (åtminstone) 13 upplagor, fram till och med 1930-talet, på sammanlagt cirka 100 000 exemplar.  
Det första sånghäftet Kom gavs ut i 85 000 exemplar och innehöll 83 sånger. Alla utom 2 var hämtade i Sions Toner. Efter den kom boken som hette -Kom ny följd ungdoms och väckelsesånger-. Den innehåller sånger från ett stort antal sångsamlingar och det är de sånger som presenteras på denna sida. Curt Axelsson.  

## Inledning och bön
- 1 Du himlens Herre, inför dig
- 2 Gud är här för att välsigna
- 3 Hvor dejlig det er å möte Finns på Wikisource.
- 4 I vårlig skrud
- 5 Långt bortom rymder vida Finns på Wikisource.
- 6 Omkring ditt ord, o Jesus
- 7 Skurar av nåd skola falla Finns på Wikisource.
- 8 Tala till mig, o Herre

## Guds lov
- 9 Den himmelska lovsång Finns på Wikisource.
- 10 Jubla, varje själ som hör det
- 11 Jublen, I rättfärdige
- 12 Loven Gud med glädjesång
- 13 Salig för intet Finns på Wikisource.
- 14 Sjungen, syskon, under vägen
- 15 Ur hjärtats djup vår lovsång går

## Frälsningen i Kristus
- 16 Det finns en underbar källa
- 17 Emedan blodet räcker till
- 18 Ej silver, ej guld
- 19 En nådastol Herren Gud oss givit Finns på Wikisource.
- 20 Förlossningsdag, du sälla dag
- 21 Försoning, förskoning
- 22 Hil dig Frelser og Forsoner
- 23 Jag har en vän, som mig alltid älskar
- 24 Köpt ifrån jorden
- 25 Låt mig få höra om Jesus
- 26 Nu är försoningsdagen
- 27 O låt med kraftigt ljud
- 28 O, säg mig om och om igen
- 29 Om du är usel och död och kall Finns på Wikisource.
- 30 Underbar kärlek så stor
- 31 Vi äro köpta och återlösta
- 32 Väldig är Guds nåd

## Väckelse och omvändelse
- 33 Den ropandes källa i Lehi
- 34 Ej långt, ej långt från Guds rike
- 35 Har du intet rum för Jesus
- 36 Härligt nu skallar frälsningens bud
- 37 Innanför eller utanför
- 38 I den sena midnatsstunden
- 39 Kom, o kom, du betryckta själ
- 40 Jag frågar ej, om du är en
- 41 Lever du i Kristus, broder
- 42 Nej, vad hör jag väl
- 43 Nästan en kristen Finns på Wikisource.

## Trosliv och helgelse
- 44 Som fågeln, löst ur bojans tvång
- 45 Så vide om land
- 46 Var är mitt vilsna barn i kväll Finns på Wikisource.
- 47 Allenast i hopp till Gud
- 48 Allt vad i bedjen
- 49 Det går en väg till himlens land
- 50 Det är saligt på Jesus få tro Finns på Wikisource.
- 51 Du evige klippe
- 52 Endast i Gud har min själ sin ro
- 53 Endast korsets väg leder hem till min Gud
- 54 Fruktar jag, min tro blir svag
- 55 Frälsare kär, o, jag beder
- 56 Gud är trofast, vare det din borgen
- 57 Guds ord och löften ej kunna svika
- 58 Herre, med kraft ifrån höjden bekläd mig Finns på Wikisource.
- 59 Hjälp mig, Gud, att giva
- 60 Håll dig vid klippan
- 61 Hører du din Frelsers stemme
- 62 Härliga lott
- 63 I den brustna klippans rämna
- 64 Jag vet, min Fader känner till
- 65 Jag ville vara så ren, så ren
- 66 Jag är en stridsman
- 67 Jesus, det eneste Finns på Wikisource.
- 68 Jesus måste jag ha med mig
- 69 Kan du ej tro så helt som du vill
- 70 Ljuv är min tillflykt
- 71 Min Gud, jag sjunker ner
- 72 Nere i dalen bland doftande liljor
- 73 O, låt mig minnas den mörka stig
- 74 När ditt mod i striden sviktar Finns på Wikisource.
- 75 Närmare ständigt, tätt intill dig
- 76 O, fröjden er därav I Jesu vänner Finns på Wikisource.
- 77 Nu är jag nöjd och glader Finns på Wikisource.
- 78 Om jag ägde allt men icke Jesus
- 79 På vägen uppåt skyndar jag
- 80 Som törstig hjort vill läska sig
- 81 Tag ingenting undan
- 82 Tro dig igenom
- 83 Ändå, ändå

## Missionssånger
- 84 De komma från öst och väst Finns på Wikisource.
- 85 Gå i dag i min vingård
- 86 O min tanke flyr hän
- 87 O var äro de
- 88 Upp kamrater
- 89 Vi måste hava flera med

## Hemlandssånger
- 90 Din jaspismur, de gators guld Finns på Wikisource.
- 91 Invid porten där
- 92 Jesus kommer, Jesus kommer
- 93 När jag från mödans och prövningens land
- 94 Städse på Sion jag tänker
- 95 Till fridens hem, Jerusalem
- 96 Vem är skaran, som syns glimma
- 97 Vi bo ej här Finns på Wikisource.
- 98 Vid basunens ljud Finns på Wikisource.

## Avslutning och avsked
- 99 Faren väl, I vänner kära Finns på Wikisource.
- 100 O Gud, bevara din unga skara